# 乌瑟多姆岛

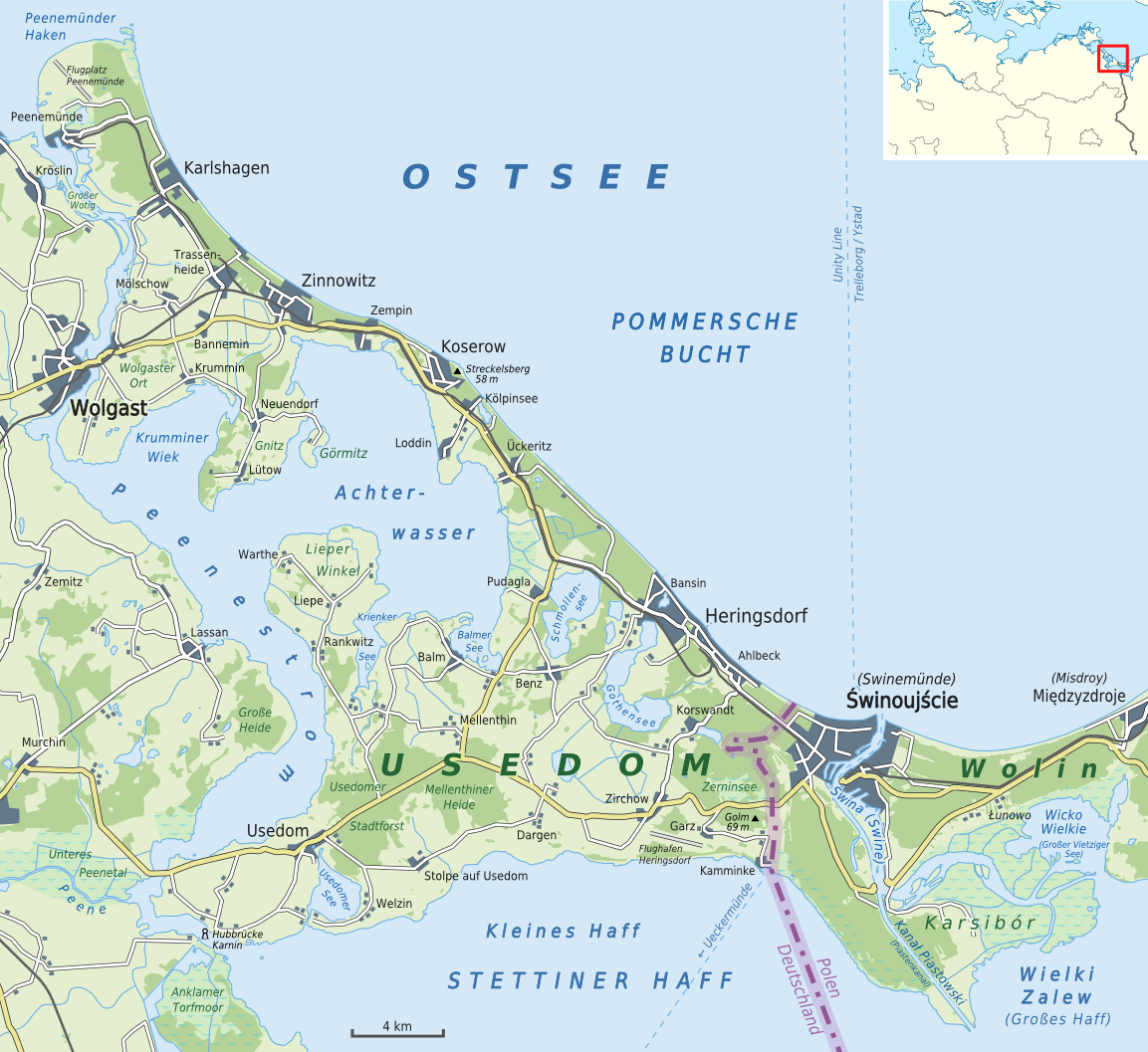
地圖

乌瑟多姆岛（德語： [ˈuːzədɔm] ⓘ；波蘭語： [ˈuznam]），波罗的海一岛屿，位于奥得河河口以北。
该岛面积445平方公里，其中西部373平方公里属德国梅克伦堡-前波美拉尼亚州，东部72平方公里属波兰西滨海省。人口76500人，其中德国人口31500人，波兰人口45000人。其岛形狭长，以42公里的白色沙滩闻名。

## 画廊

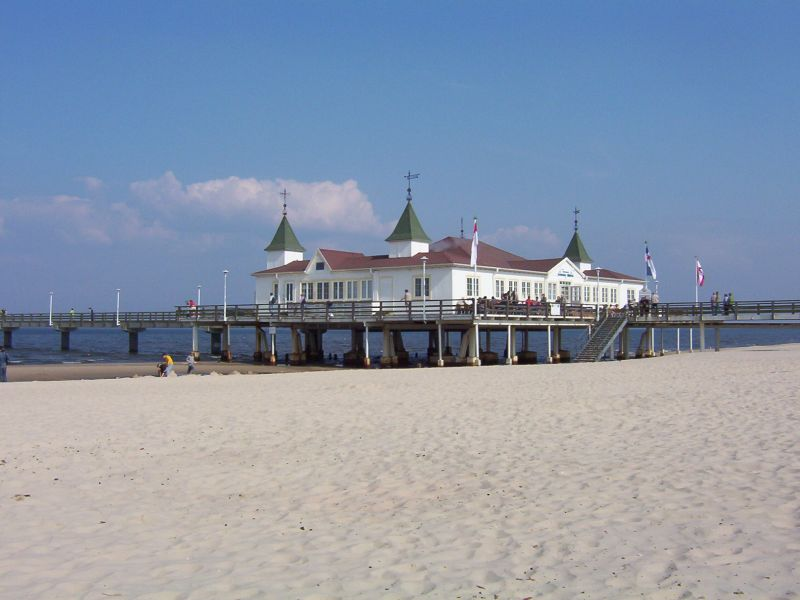
阿尔贝克码头
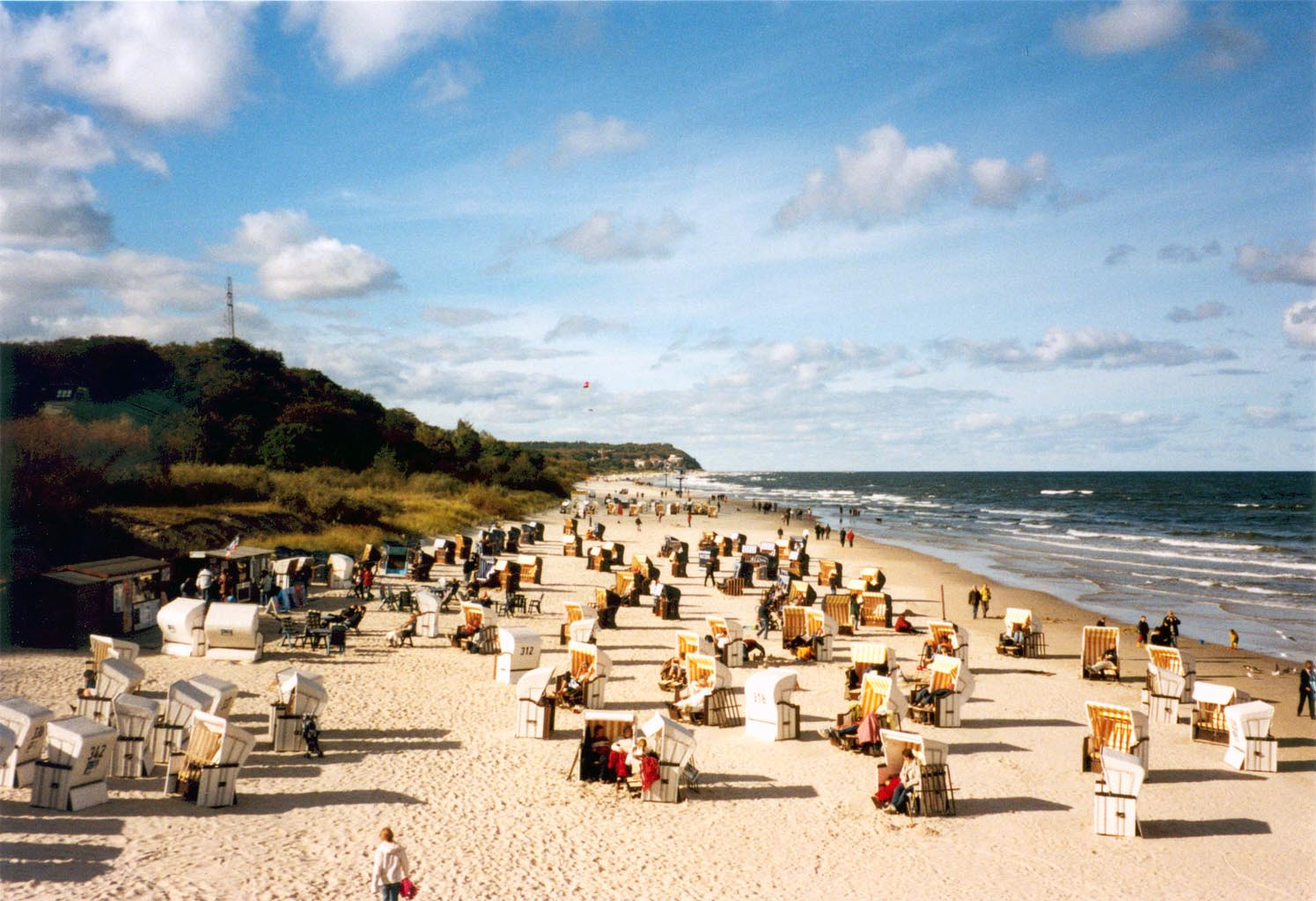
黑灵斯多夫的海滩
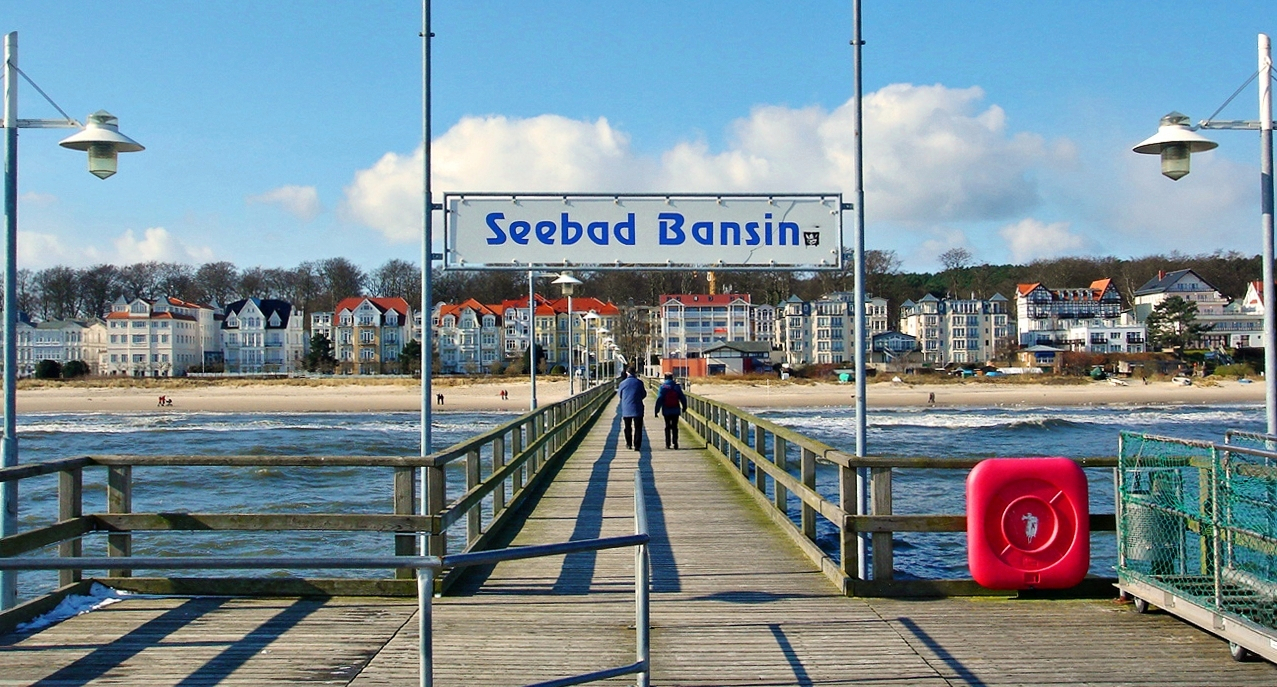
班辛海长廊从码头看到
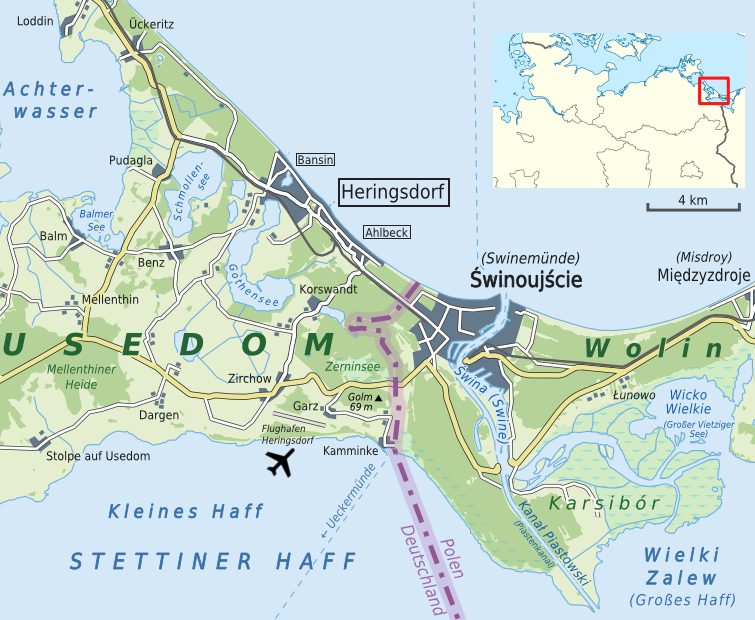
地图黑灵斯多夫与阿尔贝克和班辛海的海滨区，在波兰周边城市的希切

53°56′N 14°05′E / 53.933°N 14.083°E